# Diamondhead (Mississippi)
Diamondhead è un centro abitato e un census-designated place (CDP) degli Stati Uniti d'America, situato nella contea di Hancock, nello Stato del Mississippi.